# Djalita
La Galite, Djalita o Jàlita (àrab: جالطة, Jāliṭa) és una illa i grup d'illes de la costa nord de Tunísia formada per l'illa mateixa i dos illots a l'est (coneguts com a Galitons de l'Est) i altres dos illots (coneguts com a Galitons de l'Oest). El primer està format per tres illots anomenats Gall (el més gran amb una altura màxima de 119 metres), Pollastre (el més petit) i Gallina, i el segon per dos illots anomenats Galiton (el més gran, amb una altura màxima de 158 metres) i Fanchelle (altura 137 metres). Tant l'illa principal, com el grup en conjunt, es diuen Djalita (La Galite o també Djazira Jalitah). El grup dels dos Galitons (o en conjunt simplement Galiton) és zona protegida per la convenció de Barcelona des del 1980 i és una reserva natural marina.
L'illa principal fa un 5 km de llarg i uns 2 d'ample. El punt més alt és el Bout de Somme (390 metres) i cal destacar també la muntanya de la Garde (361 metres) i el Pitó de l'Est (amb uns 360 metres). La superfície de l'illa principal és de 10 km² i del grup sencer de 12 km².
La població es concentra a la part sud-sud-est. La badia principal és la del sud, però hi ha també una petita badia al nord. L'extrem occidental és la punta Mistral, l'oriental la punta del Síroc, i la del nord (nord-est) la punta del Gosos. L'illa principal té un servei regular que l'uneix al continent.
Els fenicis hi van establir un petit port que a l'època clàssica fou conegut com a Galathea. Queden restes de tombes púniques i romanes i restes de pedreres. També hi ha coves usades per pirates. El 1952-1954 fou lloc d'exili del futur president Habib Burguiba.
El Canal de la Galite separa les illes de la costa nord de Tunísia.